# Egidijus Skarbalius
Egidijus Skarbalius (ur. 29 kwietnia 1967 w Kłajpedzie) – litewski polityk i działacz społeczny, jeden z liderów ruchu politycznego Żmudzinów.

## Życiorys
W dzieciństwie śpiewał w chórze chłopięcym i męskim Gintarėlis. Po ukończeniu szkoły średniej w Kłajpedzie podjął studia w kłajpedzkiej filii Konserwatorium Państwowego, którego absolwentem został w 1990. W latach 1989–1990 zasiadał w radzie ruchu Sąjūdis.
Od 1995 zaangażowany w działalność Litewskiego Związku Liberałów, był członkiem jego rady w okręgu Kłajpedy. W 2000 uzyskał mandat posła na Sejm w okręgu nr 20. Dwa lata później wybrano go w skład rady miejskiej Kłajpedy. W wyborach w 2011 ponownie uzyskał mandat radnego z listy Partii Żmudzinów, utrzymał go również w 2015.
Zaangażowany w działalność na rzecz zachowania języka i kultury żmudzkiej jest członkiem żmudzkiego towarzystwa kulturalnego (Žemaičių kultūros draugija). Deklaruje również narodowość żmudzińską. Od 2007 prowadził prace nad utworzeniem partii politycznej reprezentującej interesy Żmudzinów, w wyniku czego powstała Partia Żmudzinów, której przez kilka lat był przewodniczącym. Opowiedział się także za przyznaniem ruchowi pogańskiemu na Litwie (Romuvie) praw jednej z dziesięciu religii tradycyjnych w kraju – w 2001 wraz z trzema innymi posłami złożył odpowiednią inicjatywę w Sejmie.
Zatrudniony jako pracownik naukowy Uniwersytetu Kłajpedzkiego.

## Odznaczenia
- Medal Rady Bałtyckiej – 2003[7]